# 田村みさ子
田村 みさ子（たむら みさこ、1951年10月15日 - ）は、日本の政治家。前東京都日の出町長（1期）。元日の出町議会議員（7期）。

## 来歴
東京都世田谷区生まれ。1970年（昭和45年）3月、カリタス女子高等学校卒業。1974年（昭和49年）3月、上智大学文学部卒業。1974年（昭和49年）4月、三井物産入社。1978年（昭和53年）、日の出町に移住。
1995年（平成7年）、日の出町議会議員に無所属で立候補し初当選。2019年（令和元年）、7期目の当選を果たす。社会福祉法人さくらぎ会理事や「公益財団法人市川房枝記念会女性と政治センター」維持員などを務める。
2021年（令和3年）2月21日、日の出町長の橋本聖二が急性腎不全のため死去。同年3月31日、日の出町議会議員を辞職。橋本の死去に伴って4月11日に行われた日の出町長選挙に日本共産党の応援を受けて立候補。自由民主党・公明党の推薦を受けた元町議の加藤光徳、元町議の萩原隆旦を破り初当選した。
※当日有権者数：13,524人 最終投票率：53.83%（前回比：pts）
| 候補者名   | 年齢 | 所属党派 | 新旧別 | 得票数  | 得票率 | 推薦・支持                 |
| ---------- | ---- | -------- | ------ | ------- | ------ | -------------------------- |
| 田村みさ子 | 69   | 無所属   | 新     | 3,458票 | 48.01% | （支持）日本共産党         |
| 加藤光徳   | 73   | 無所属   | 新     | 2,472票 | 34.32% | （推薦）自由民主党・公明党 |
| 萩原隆旦   | 74   | 無所属   | 新     | 1,273票 | 17.67% |                            |

日の出町長は1期務め、2025年（令和7年）の町長選挙には出馬しなかった。

## 町政
- 日の出町は、25市1町でつくる東京たま広域資源循環組合[注 1]の処分場を受け入れていることで、単年度で10億円の地域振興費を受け取っていたが、協定に基づいて2022年度から段階的に減少されることになった。2022年10月19日、田村は記者会見し、全国に先がけて進めてきた子育て支援と高齢者支援の施策を大幅に見直すと発表した。単年度の削減効果は、子育て支援施策で1億5千万円、高齢者支援施策で1億円が見込まれている[8][9]。